# Узбег
Узбег, Узбек или Озбег (ислямска титла – Гияс ад-Дин Мохамед) е най-дълго управлявалият хан на Златната орда (1313 – 1341). Считан е за баща на днешен Узбекистан.
Син на Тогруля (Тогрул), племенник на Токта, внук на хан Менгу-Тимур, потомък на Джучи, син на Чингис хан. Израства в двора на Токта. След смъртта му той завзема трона (януари 1313 г.), като лично убива своя главен конкурент, сина на Токта, Илбасар. С ефективната подкрепа на мюсюлмански високопоставени лица той въвежда исляма като държавна религия и сам го приема през 1320 г., като същевременно се разправя брутално с привържениците на старите монголски обичаи, част от които негови роднини.
Традиционно се смята, че по време на управлението на Узбег Златната орда достига връх в силата и просперитета. Въпреки това външната му политиката не изглежда много успешна. По време на своето управление се опитва да установи контрол над Азербайджан, но претърпява няколко поражения от Хулагуидите (1319, 1325, 1335). Не успява да възстанови влиянието на Златната орда на Балканите, като неуспешно застава на страната на българските царе срещу Византия (1323) и Сърбия (1330). Той поддържа неутралитет спрямо Византия през по-голямата част от царуването си; жени се за дъщеря на византийския император Андроник II Палеолог (според други източници Андроник III Палеолог). Той дава своя племенница за жена на египетския султан ал-Насир Насир-ед-Дин Мохамед и въпреки бързото прекратяване на този брак осигурява дългосрочни приятелски отношения с Египет.
В Русия Узбег последователно подкрепя московските и тверските князе в борбата им за велик владимирски княз. В хода на тази борба Михаил Ярославич Тверски (1318 г.), синовете му Дмитрий Гризни Очи (1326 г.) и Александър (1339 г.) са екзекутирани от Ордата. 1331 г. окончателно консолидира Владимирското велико княжество под управлението на московския княз Иван Данилович (Калита).
Предполага се, че Узбег е допринесъл за идването на власт на Юрий II Болеслав (според някои източници той го утвърждава на престола на Галицко-Волинско княжество). През 1337 г. армията на Ордата участва в кампанията на Юрий II Болеслав към Люблин (Полша). След смъртта на Юрий II Болеслав (1340 г.) Узбег помага на княз Любарт Гедиминович и неговия заместник Дмитро Дедко да отблъснат опита на полския крал Кажимеж III Велики (който действа заедно с унгарския крал Лайош I Велики) да завладее Галиция; отмъщението за нахлуването на полските и унгарските войски е опустошително татарско нападение над Полша и Унгария през зимата на 1340/41 г.
Узбег въвежда ислямския административен апарат (мюфтии, кадии, дивани) заедно с традиционния монголски. През управлението на Узбег се наблюдава премахване на феодалните вражди, културен скок и широкомащабно строителство, по-специално в Крим и новата столица Сарай ал-Джедид на Волга.